# ماتیس آنجلی
ماتیس آنجلی (انگلیسی: Mathys Angely؛ زادهٔ ۲۱ آوریل ۲۰۰۷) بازیکن فوتبال اهل فرانسه است که در حال حاضر برای باشگاه فوتبال وولفسبورگ بازی می‌کند. 

## دوران ملی
وی همچنین در تیم‌های ملی فوتبال زیر ۱۶ سال فرانسه و زیر ۱۷ سال فرانسه بازی کرده است.

## دوران باشگاهی
ماتیس آنجلی در دسامبر ۲۰۲۳ به تیم دوم بوردو ارتقا یافت و اولین بازی خود را در برابر کولومیه انجام داد. در تاریخ ۶ آوریل ۲۰۲۴، در سن ۱۶ سال و ۱۱ ماه و ۱۵ روز، آنجلی به عنوان بازیکن تعویضی برای بوردو در پیروزی ۱–۰ مقابل کان در لیگ ۲ اولین بازی حرفه‌ای خود را انجام داد. او در پایان فصل اولین قرارداد حرفه‌ای خود را با بوردو امضا کرد.
در تاریخ ۱۳ اوت ۲۰۲۴، آنجلی به دلیل وضعیت بوردو آزاد شد. او به باشگاه بوندس‌لیگایی وولفسبورگ پیوست و قرارداد بلندمدتی امضا کرد.